# Johan Backteman
Johan Backteman är en svensk kampsportutövare främst verksam inom Motobu-ha Shitō-ryū karate.  Backteman har tränat karate-dō i över 30 år och innehar 6 dan i denna stil med hederstiteln Shihan. Han har även 4 dan i Kuniba-ryū goshindō samt 4 dan i Kuniba-ryū Kobudō. Backteman blev 2007 Chefsinstruktör, Renshi, i Kuniba-kai Europa.

## Karriär inom karate-dō
Backteman tränade Seishinkai, Shitō Ryū Motobu Ha för Tamas Weber på Sanshin-kan karateklubb i Stockholm redan i början av 1980-talet. Under ett träningsläger som Weber anordnat för Kuniba Shōgōs räkning får Backteman en första kontakt med, vad som skulle bli hans stil framgent.
Renshi Backteman är före detta landslagsmedlem i både kata och kumite. En tid var han även förbundskapten för svenska katta-landslaget. Backteman  är för närvarande regionstränare Övre Norrlands karateförbund och verksam i Umeå Kuniba kai karateförening.